# Cryptocoryne
Cryptocoryne là một chi thực vật có hoa trong họ Ráy. Tên tiếng Việt của các loài trong chi này là mái dầm, tiêu thảo hay ráy chùy ẩn.

## Hình ảnh

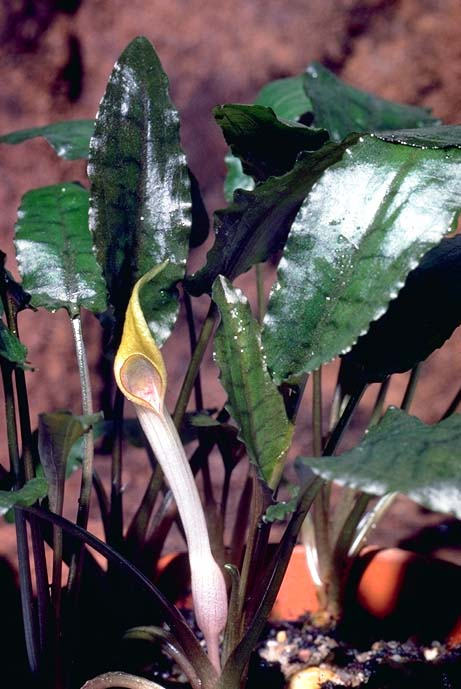
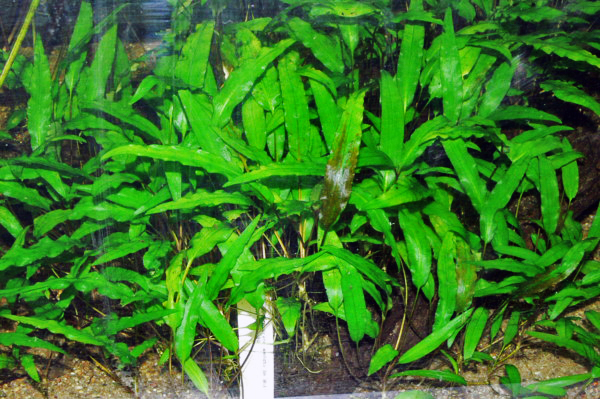
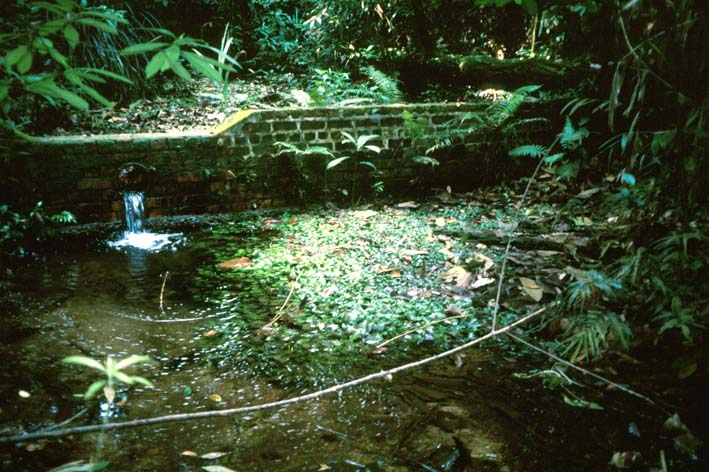
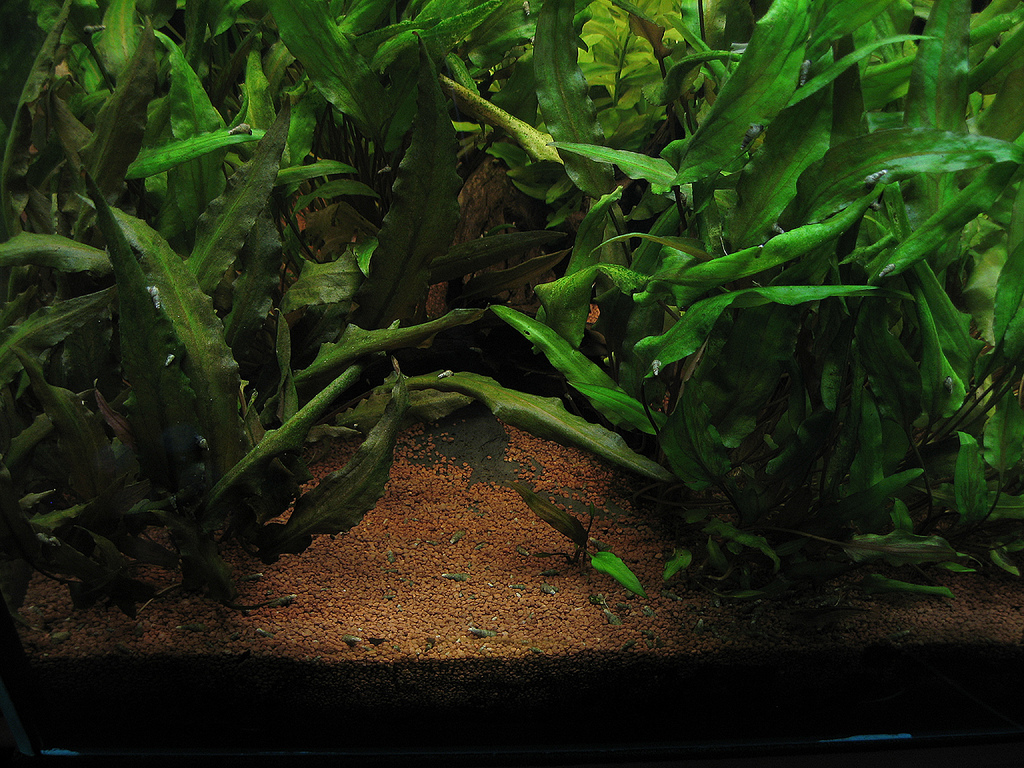

## Loài
Chi này gồm các loài sau: